# Socialismo é Bom
"Socialismo é Bom" (chinês tradicional: 社會主義好, chinês simplificado: 社会主义好, pinyin: shèhuìzhǔyì hǎo) é uma canção chinesa de antes da Revolução Cultural, composta em 1958 por Li Huanzhi, com letras escritas por Xi Yang.

## Letra[2]
| Chinês simplificado | Chinês tradicional | Pinyin | Tradução para o Português |
| --- | --- | --- | --- |
| 社会主义好，社会主义好！ 社会主义国家人民地位高。 反动派被打倒，帝国主义夹着尾巴逃跑了。 全国人民大团结，掀起了社会主义建设高潮，建设高潮。 共产党好！共产党好！ 共产党是人民的好领导。 说得到，作得到，全心全意为人民立功劳。 坚决跟着共产党，要把伟大祖国建设好，建设好！ 社会主义好，社会主义好！ 社会主义江山人民保。 人民江山坐得牢，反动分子想反也反不了。 社会主义社会一定胜利，共产主义社会一定来到，一定来到！ 共产党好！共产党好！ 共产党领导中国富强了。 人民江山坐得牢，反动分子想反也反 不了。 社会主义社会一定胜利，共产主义社会一定来到，一定来到！ | 社會主義好，社會主義好！ 社會主義國家人民地位高。 反動派被打倒，帝國主義夾着尾巴逃跑了 全國人民大團結，掀起了社會主義建設高潮，建設高潮。 共產黨好！共產黨好！ 共產黨是人民的好領導。 說得到，作得到，全心全意為人民立功勞。 堅決跟着共產黨，要把偉大祖國建設好，建設好！ 社會主義好，社會主義好！ 社會主義江山人民保。 人民江山坐得牢，反動分子想反也反不了。 社會主義社會一定勝利，共產主義社會一定來到，一定來到！ 共產黨好！共產黨好！ 共產黨領導中國富強了。 人民江山坐得牢，反動分子想反也反 不了。 社會主義社會一定勝利，共產主義社會一定來到，一定來到！ | Shèhuì zhǔyì hǎo, shèhuì zhǔyì hǎo! Shèhuì zhǔyì guójiā rénmín dìwèi gāo; Fǎndòngpài bèi dǎdǎo, dìguó zhǔyì jiā zhe wěiba táopǎo liǎo. Quánguó rénmín dà tuánjié, xiānqǐ le shèhuì zhǔyì jiànshè gāocháo, jiànshè gāocháo. Gòngchǎndǎng hǎo! Gòngchǎndǎng hǎo! Gòngchǎndǎng shì rénmín de hǎo lǐngdǎo. Shuō dédào, zuò dédào, quánxīnquányì wéi rénmín lì gōngláo. Jiānjué gēnzhe gòngchǎndǎng, yào bǎ wěidà zǔguó jiànshè hǎo, jiànshè hǎo! Shèhuì zhǔyì hǎo, shèhuì zhǔyì hǎo! Shèhuì zhǔyì jiāngshān rénmín bǎo. Rénmín jiāngshān zuò de láo, fǎndòng fēnzǐ xiǎng fǎn yě fǎn bú liǎo. Shèhuì zhǔyì shèhuì yīdìng shènglì, gòngchǎn zhǔyì shèhuì yīdìng lái dào, yīdìng lái dào! Gòngchǎndǎng hǎo! Gòngchǎndǎng hǎo! Gòngchǎndǎng lǐngdǎo zhōngguó fùqiáng liǎo. Rénmín jiāngshān zuò de láo, fǎndòng fēnzǐ xiǎng fǎn yě fǎn bú liao. Shèhuì zhǔyì shèhuì yīdìng shènglì, gòngchǎn zhǔyì shèhuì yīdìng lái dào, yīdìng lái dào! | Socialismo é bom, socialismo é bom! Os povos dos países socialistas têm altos status sociais. Varremos os reacionários, os imperialista fogem com o rabo entre as pernas. O país inteiro está unido à construção socialista. O Partido Comunista é bom! O Partido Comunista é bom! O Partido Comunista é um bom líder para o povo. Ele cumpre suas promessas e trabalha de todo o coração para o povo. Aderiremos firmemente ao Partido Comunista na construção garantida, na construção garantida de nossa grande pátria! Socialismo é bom, socialismo é bom! O povo protege o sistema socialista. O poder popular é invencível, as resistências reacionárias estão destinadas ao fracasso. A causa socialista será definitivamente vitoriosa, uma sociedade comunista definitivamente se tornará realidade, definitivamente se tornará realidade! O Partido Comunista é bom! O Partido Comunista é bom! O Partido Comunista orienta China no caminho para o poder e a riqueza. O poder popular é invencível, as resistências reacionárias estão destinadas ao fracasso. A causa socialista será definitivamente vitoriosa, uma sociedade comunista definitivamente se tornará realidade, definitivamente se tornará realidade! |